# Landtagswahl in Liechtenstein 2017
- FL: 3
- VU: 8
- FBP: 9
- DU: 5

Die Landtagswahl in Liechtenstein 2017 fand am 5. Februar 2017 statt. Gewählt wurden die 25 Abgeordneten des Landtags des Fürstentums Liechtenstein.

## Wahlergebnis
Die folgende Tabelle gibt die Verteilung der Stimmen auf die Parteien wieder. Dabei hatten die Wähler im Oberland 15 Stimmen zu vergeben, die Wähler im Unterland 10 Stimmen.
| Partei | Partei                              | Stimmen | Stimmen | Stimmen | Sitze  | Sitze |
| Partei | Partei                              | Anzahl  | %       | +/−     | Anzahl | +/−   |
| ------ | ----------------------------------- | ------- | ------- | ------- | ------ | ----- |
|        | Fortschrittliche Bürgerpartei (FBP) | 68'673  | 35,2    | −4,8    | 9      | −1    |
|        | Vaterländische Union (VU)           | 65'742  | 33,7    | +0,2    | 8      | 0     |
|        | Die Unabhängigen (DU)               | 35'885  | 18,4    | +3,1    | 5      | +1    |
|        | Freie Liste (FL)                    | 24'595  | 12,6    | +1,5    | 3      | 0     |
| Summe  | Summe                               | 194'895 | 100,0   |         | 25     |       |

| Gültige Wahlzettel | 14'768 |       |
| Wahlbeteiligung    | 15'414 | 77,8  |
| Wahlberechtigte    | 19'806 | 100,0 |

## Ausgangslage
Bei der Landtagswahl 2013 verlor die christsoziale Vaterländische Union (VU) des Regierungschefs Klaus Tschütscher 14 Prozentpunkte. Ebenso verlor die andere große Partei, die ebenfalls an der Regierung beteiligte liberal-konservative Fortschrittliche Bürgerpartei (FBP) 3,5 Prozentpunkte. Die Stimmen gingen überwiegend an die neue Partei Die Unabhängigen (DU) (15,3 %) des früheren VU-Abgeordneten Harry Quaderer. Auch die grün-sozialdemokratische Freie Liste konnte leicht hinzugewinnen. Die seit 2005 bestehende Koalition von VU und FBP wurde 2013 fortgesetzt, allerdings stellte die FBP nun mit Adrian Hasler den Regierungschef.

## Wahlsystem
Gewählt wurde in zwei Wahlkreisen, wobei das Oberland 15 Abgeordnete stellt, das Unterland 10 Abgeordnete. Es bestand dabei eine Sperrklausel von 8 % landesweit.
Jeder Wähler konnte am Wahltag zwischen 10:30 und 12:00 Uhr wählen. Fast 96 % der Wähler machten jedoch von der Briefwahl Gebrauch. Jeder Wähler konnte für so viele Kandidaten stimmen, wie sein Wahlkreis Abgeordnete stellt. Er musste dazu den Stimmzettel einer Partei verwenden und konnte dort Kandidaten streichen sowie Kandidaten anderer Parteien hinzufügen.

## Parteien und Kandidaten
Wie 2013 traten auch 2017 vier Parteien zur Wahl an. Für die FBP trat der amtierende Regierungschef Adrian Hasler nochmals an. Er stellte sich jedoch traditionsgemäss nicht zur Wahl in den Landtag zur Verfügung, ebenso wenig Regierungsrätin Aurelia Frick und Regierungsrat Mauro Pedrazzini. Für den Posten als Regierungschef nominierte die VU den bisherigen Vize-Regierungschef Thomas Zwiefelhofer. Des Weiteren nominierte sie Dominique Gantenbein und Daniel Risch. Wie es in Liechtenstein üblich ist, kandidierten sie alle drei nicht für den Landtag. Die Freie Liste ging mit dem Arzt Ecki Hermann als Kandidaten für das Amt des Regierungschefs in die Wahl. Hermann kandidierte jedoch nicht für den Landtag. Die DU hatten darauf verzichtet, Kandidaten für die Regierung zu nominieren.
Insgesamt stellten sich 71 Kandidaten für die 25 Sitze zur Wahl. Nur die VU trat mit der Maximalzahl von 25 Kandidaten an. Die FBP stellte 22 Kandidaten, die Unabhängigen 15, die Freie Liste 8 Kandidaten.
Das Wahlresultat stellte eine Enttäuschung für die Frauen dar. Von den 19 Kandidatinnen schafften nur 3 den Sprung in den Landtag (15,8 %), während von den 52 männlichen Kandidaten 22 gewählt wurden (42,3 %). Überdies verpassten zwei weibliche Abgeordnete, die sich erneut zur Wahl gestellt hatten, die Wiederwahl. In der Nachwahlbefragung gaben zwei Drittel der Wähler quer durch alle Parteien an, nicht darauf geachtet zu haben, Frauen zu wählen. Lediglich ein Drittel der Befragten hatte bewusst Frauen bevorzugt. Die Diskussionen über die Gründe für das schlechte Abschneiden der Kandidatinnen und über geeignete Maßnahmen, um den Frauenanteil im Landtag zu erhöhen, dauern an. Im März 2017 gründet sich der hoi quote, der Verein für eine Geschlechterquote in Liechtenstein.

## Umfragen
| Datum       | Auftraggeber | FBP  | VU   | DU   | FL   |
| ----------- | ------------ | ---- | ---- | ---- | ---- |
| Herbst 2015 | FBP          | 31,3 | 34,5 | 21,0 | 13,1 |

## Nach der Wahl
Nach Verlusten für die größere der beiden Regierungsparteien und einer Stärkung der beiden Oppositionskräfte wurde die Regierungskoalition aus FBP und VU fortgesetzt. Die drei bisherigen Regierungsmitglieder der FBP blieben im Amt, während für die VU zwei neue Parteimitglieder in die Regierung eintraten.